# 斯帕斯半島
64°21′S 56°55′W / 64.350°S 56.917°W
斯帕斯半島是南極洲的半島，位於葛拉漢地，是斯諾希爾島的東北端，長6.5公里，以英國的古生物學家命名，現時由南極條約體系管理。